# Bozüyük
Bozüyük – miasto w Turcji w prowincji Bilecik.
Według danych na rok 2000 miasto zamieszkiwało 47 469 osób.